# 河北外国语学院
河北外国语学院（英語：Hebei Foregin Studies University，简称：河外，缩写：HFSU），是一所位于中华人民共和国河北省石家庄市的民办大学。筹建于1998年，成立于2000年5月。最初是校长孙建中创立的石家庄联合科技专修学院（2000-2003），2003年1月正式升格建立全日制普通高职专科院校石家庄外语翻译职业学院（2003-2012）。2012年，经中华人民共和国教育部批准，升格为全日制普通本科高等院校，改为现名。

## 学校概况

### 校区
学校位于河北省石家庄市元氏县红旗北大街1218号，石家庄红桥西区旗南大街汇丰西路29号地址已成为河北外国语学院附属中学。

### 校况
全日制民办本科院校

### 校训
诚信、自立、求知、成才、报国

## 丑闻
- 2016年12月28日下午，河北外国语学院一名女生在宿舍晾晒衣物时不慎坠楼，经抢救无效死亡。学生父母赶往学校[2]。
- 2019年，河北外国语学院一名学生在新浪微博爆料，学校护校队（在门口执勤的学生）仗势欺人，欺负同学，如同地痞[3]。
- 2020年9月，一名化名“杜萌”的河北外国语学院专科大一新生向澎湃新闻反映，学校在7月寄送了一份《入学须知》，自己按要求缴纳了相关费用。但在临近开学时，学校又发布了一份新的《入学须知》，其中除学费外费用全部上涨，涨价5000多元。该校除了专科学生收费标准出现了调整，本科新生的费用也出现了较大的上涨，在网络上引起了很多新生的不满。河北外国语学院招生办就此事回应称，学校收费标准确实有所调整，一是受疫情影响物价上涨，二是增加了一些新的收费项目，“收费标准都是经过河北省教育厅、财政厅审核的，不存在乱收费的情况。”但此事仍然引起广泛争议，一度登上微博热搜榜[4]。
- 2021年10月，网上有视频流传河北外国语学院一名女生在宿舍楼窗前大喊“学校配不上我，我要去上海外国语大学。河北外国语是一所校门口英文名字都能写错的学校”。其后，家长陪护该学生到医院疗养。[5][6]随后学校发布声明称英文名无误。[7]但有人指出，该学院校门口的标识为Hebei Foreign Studies University，但官方网站的英文名称为Hebei International Studies University。